# Robert Thalmann
Robert Thalmann (Menznau, 1 februari 1949 - Bormio, 23 mei 2017) was een Zwitsers wielrenner.

## Carrière
Thalmann werd twee keer kampioen bij de amateurs in eigen land en was drie jaar prof. Zijn belangrijkste overwinningen waren verschillende losse etappes van kleinere rondes. Hij nam in 1976 deel aan de Olympische Spelen maar reed de wedstrijd niet uit.

## Overwinningen
1972
- Proloog, ploegentijdrit GP Tell

1973
- Giro del Mendrisiotto
- Nationaal kampioenschap amateurs wegwedstrijd
- 10e etappe Ronde van de Toekomst
- Leimentalrundfahrt
- 2e etappe GP Tell

1975
- 9e etappe Ronde van Rijnland-Palts

1976
- 1e etappe GP Tell

1977
- 3e etappe GP Tell
- Nationaal kampioenschap amateurs wegwedstrijd